# Bitwa pod Podhajcami (1667)
Bitwa pod Podhajcami – odporno-zaczepna bitwa rozegrana w dniach 6–16 października 1667, podczas wojny polsko-kozacko-tatarskiej 1666–1671.

## Wstęp

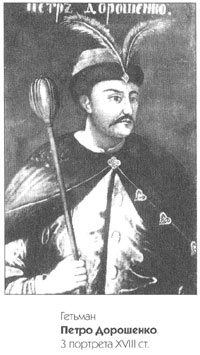
Piotr Doroszenko

Jesienią 1667 ruszyła na Ukrainę główna armia tatarska dowodzona przez kałgę sułtana Krym-Gireja (16-20 tys. żołnierzy). Z Tatarami połączyła się armia Piotra Doroszenki w sile około 15000 żołnierzy. Rzeczpospolita, wstrząsana walkami wewnętrznymi, była słabo przygotowana do wojny i hetman polny Jan Sobieski musiał sam, wspólnie z miejscową ludnością, improwizować obronę. Już w czerwcu ostrzegał szlachtę nie tylko halicką, ale nawet i lubelską przed możliwym niebezpieczeństwem. Hetman, dając przykład wielkiej energii i poświęcenia, zdołał zgromadzić 15000 żołnierzy (razem z załogami fortec i wojskami prywatnymi). Do tego uzbroił wielu chłopów, którzy chętnie garnęli się do walki, pomimo tego, że byli prawosławnymi Rusinami. Jednak grabieże tatarskie tak już im dokuczyły, że woleli stanąć przeciwko swoim rodakom z armii kozackiej Doroszenki.
Wobec najazdu połączonej armii kozacko-tatarskiej Sobieski postanowił podzielić swe wojska. Część pozostawił w fortyfikacjach leżących na przewidywanych szlakach pochodu czambułów tatarskich. Z drugą częścią (3000 żołnierzy) stanął początkowo pod Kamieńcem. Sobieski zdawał sobie sprawę, że tylko lotna jazda rozrzucona po kraju uchroni ludność przed grabieżą i jasyrem. Gdy Tatarzy rozpuścili czambuły, okazało się, że oddziały polskie zostały właściwie rozlokowane i najeźdźca wszędzie spotykał się z oporem. Szczególnie dotkliwych porażek doznali Tatarzy pod Pomorzanami, Buczaczem i Narajowem i tylko Zborów skapitulował bez walki, padając ofiarą łupiestwa Ordy. Nie mogąc działać w rozproszeniu, siły kozacko-tatarskie skupiły się i ruszyły na Lwów.
Na drodze do Lwowa, pod Podhajcami, Kozacy i Tatarzy natknęli się na zagradzającą im drogę dalszego pochodu armię hetmana polnego koronnego Jana Sobieskiego (3000 ludzi). Sobieski przygotowując wcześniej przewidywane miejsce walki obsadził piechotą dwa raweliny położone na północ od podhajeckich fortyfikacji. Większość wojsk Sobieskiego pozostała w odwodzie. Wybrane miejsce było bardzo dogodne do obrony, osłaniane od południa i zachodu gęstymi lasami, ze wschodu zaś bagnami i głębokimi stawami. Oddziały Krym-Gireja i Doroszenki (ok. 20000-30000 żołnierzy) dotarły do Podhajec już 4 października, ale walki zaczęły się dwa dni później – 6 października.

## Bitwa

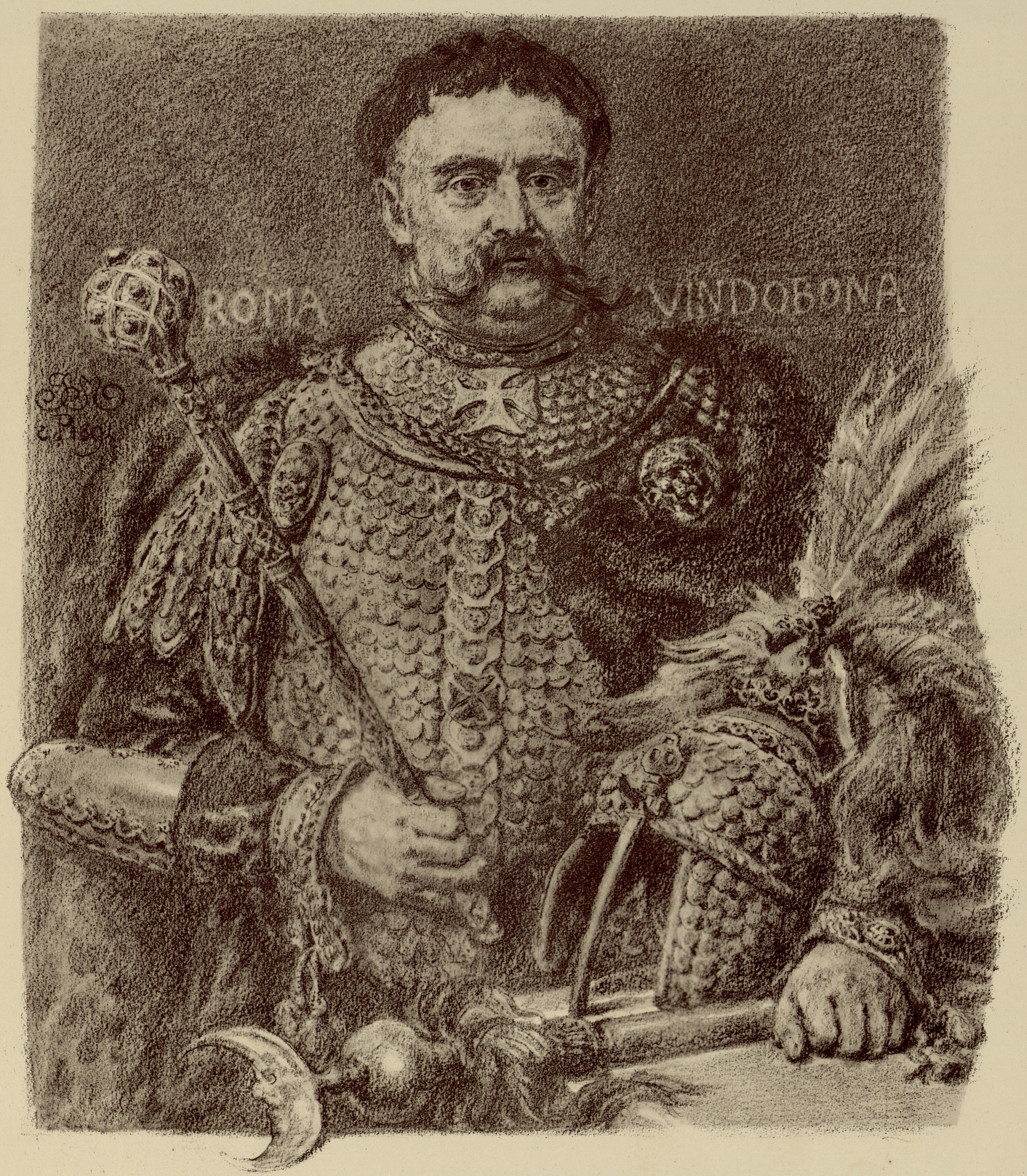
Jan Sobieski

Pierwszy ruszył do natarcia kałga sułtan z Tatarami, ale Sobieski powstrzymał go w ciasnym miejscu ogniem piechoty i artylerii oraz kontratakami jazdy. Również uderzenie Kozaków skończyło się niepowodzeniem. Wówczas armia kozacko-tatarska częścią sił upozorowała natarcie czołowe, a resztą sił próbowała obejść prawe skrzydło polskiej armii. W czasie, gdy jazda polska powstrzymywała obchodzącą grupę tatarsko-kozacką, piechota z odwodów usypała szaniec. Na lewym skrzydle atak Kozaków i Tatarów powstrzymała większość odwodu wojsk polskich. Następnie jazda wraz z chłopami i ciurami obozowymi odrzuciła grupę obchodzącą. Wobec bardzo ciężkich strat Kozacy i Tatarzy zrezygnowali z próby szybkiego rozstrzygnięcia walki i wykorzystując przewagę liczebną, przystąpili do oblężenia wojsk polskich.

## Ugoda
Gdy rozstawione po okolicznych miejscowościach oddziały polskie przecięły linie zaopatrzeniowe armii kozacko-tatarskiej, a do tego sprzyjający Rzeczypospolitej ataman kozacki Iwan Sirko z 2000 Zaporożców wpadł na Krym i korzystając z braku na nim poważniejszych sił wojskowych, złupił i zniszczył znaczną ilość miejscowości, chan okazał skłonność do rokowań, zakończonych układem polsko-tatarskim 16 października. W czasie rokowań Tatarzy proponowali m.in. sojusz przeciw Rosji. Według umowy w zamian za „upominki” Tatarzy mieli wstrzymać się od najazdów, a ponadto powstrzymywać od napadów Ordę Budziacką i Dobrudzką, które nie uznawały zwierzchnictwa chana krymskiego. Trzy dni później, 19 października, doszło do ugody z Doroszenką, który uznał zwierzchność króla i złożył mu przysięgę na wierność; uznano to za wielki sukces Sobieskiego, za co otrzymał buławę wielką koronną. W osobnym uniwersale z 18 października pozwolono wrócić Tatarom wraz ze zdobytym jasyrem.
Wobec braku dostatecznych sił kampania podhajecka nie mogła przynieść trwałych korzyści politycznych. Jedyne, co udało się osiągnąć, to uniknięcie nadmiernych strat ludzkich i materialnych.